# Lee Selby
Lee Selby (Barry, 14 febbraio 1987) è un pugile gallese.
Soprannominato "The Barry Boy Assassin", "Lightning" oppure "The Welsh Mayweather", agli inizi di carriera ha detenuto vari titoli regionali nei pesi piuma tra cui quello britannico dal 2011 al 2014, Commonwealth dal 2011 al 2013 ed EBU nel 2014. Dal 2015 al 2018 ha posseduto il titolo del mondo IBF di categoria.
È il fratello maggiore di Andrew, anch'egli pugile professionista.

## Biografia
Nato a Barry, nel Galles, in una famiglia di romanichals, scopre la passione per il pugilato sin da piccolo. Dal 1998 al 2003 frequenta la Barry Comprehensive School.

## Carriera professionale
Selby compie il suo debutto da professionista il 12 luglio 2008, sconfiggendo il britannico Sid Razak ai punti dopo sei riprese.
Il 30 maggio 2015 conquista il titolo del mondo IBF dei pesi piuma sconfiggendo il russo Evgeny Gradovich per decisione tecnica all'ottavo round. Dopo quattro difese del titolo – tra i suoi sfidanti vi sono gli ex campioni mondiali Fernando Montiel e Jonathan Victor Barros – viene detronizzato a sorpresa il 19 maggio 2018 dal connazionale Josh Warrington, che ha la meglio su di lui per decisione non unanime. 